# فصلنامه اخلاق پزشکی
فصلنامه اخلاق پزشکی نام یک مجله علمی پژوهشی در حوزه اخلاق پزشکی و به صاحب امتیازی مرکز تحقیقات اخلاق و حقوق پزشکی، دانشگاه علوم پزشکی شهید بهشتی است.
این نشریه با هدف انتشار الکترونیک مقالات تحقیقی در حیطه‌های مختلف اخلاق پزشکی از جمله آموزش اخلاق پزشکی، اخلاق پرستاری، اخلاق در مامایی و سلامت باروری، فلسفه اخلاق، اخلاق حرفه‌ای، آموزش اخلاق، اخلاق سازمانی، اخلاق در سلامت عمومی و سیاست‌گذاری سلامت، آموزش اخلاق، اخلاق و ژنتیک و اخلاق و حقوق حیوانات فعالیت می‌نماید. این مجله از سال ۱۳۸۹ پایه‌گذاری شده و مقالات منتشر شده در آن در زمینهٔ پژوهش‌ها و گسترش حرفه‌ای اخلاق پزشکی است.
این مجله به صورت فصلنامه و به صورت الکترونیک و دسترسی آزاد منتشر می‌گردد و دارای رتبه علمی پژوهشی از کمیسیون نشریات علوم پزشکی کشور می‌باشد.